# سيوان بارزاني
سيوان بارزاني (بالكردية: Saywan Barzanî‏) مواليد 13 شباط 1972م أربيل. دبلوماسي وأكاديمي كردي عراقي، والسفير السابق لجمهورية العراق لدى كل من إيطاليا ومالطا وسان مارينو وهولندا. وهو الأخ الأصغر للواء سيروان بارزاني.

## تحصيله العلمي
1. شهادة جامعية في القانون جامعة اورليان (فرنسا) عام 1995م.
2. 1998م شهادة اجازة في العلوم السياسية.
3. 1999-2001م شهادة بكالوريوس في العلوم السياسية - العلاقات الدولية والدبلوماسية في جامعة باريس الأولى بانثيون سوربون.
4. 2001-2002م ماجستير في العلوم السياسية -  المؤسسات السياسية والسياسات العامة-  جامعة باريس الأولى بانثيون سوربون.
5. 2006م شهادة دكتوراة في العلوم السياسية - جامعة باريس الأولى - السوربون "بدرجة امتياز مرتبة الشرف.

## نشاطاته الأكاديمية
1. 2014م، محاضر لدى جامعة روما - اوني نيتونو
2. تقديم العديد من المحاضرات لدى الجامعات التالية

- جامعة مونتريال كندا
- جامعة كيوبك كندا
- جامعة اورليان  فرنسا
- جامعة في روما لويس غويدو كارلي إيطاليا
- جامعة في نابولي كاسيرتا إيطاليا[4]
- جامعة اودينه إيطاليا
- الجامعة الأمريكية في باريس
- جامعة جون كابوت روما
- عضو في لجنة الدكنوراه جامعة باريس الأولى بانثيون السربون

تعاون مع الجامعات الاتية:
- جامعة صلاح الدين اربيل
- جامعة اونيتونو الدولية الافتراضية للتدريس عن بعد روما.
- جامعة فلورنسا إيطاليا.

الخبرات المهنية
شارك في العديد من المؤتمرات  والفعاليات ومنها:
- وكالات الامم المتحدة من امثال منظمة الاعذية والزراعة (فاو)، برنامج الاغذية العالمي منظمة الامم المتحدة للتربية والثقافة والعلوم (اليونسكو)و المركز الدولي لدراسة وحفظ وترميم الممتلكات الثقافية
- المنظمات الدولية من امثال الاتحاد الاوربي والصندوق الدولي للتنمية الزراعية ومنظمة الشرطة الجنائية الدولية
- منطمات غير حكومية فرانس ليبرته، الفدرالية الدولية لحقوق الإنسان واطباء بل حدود.. وغيرها

من مؤلفاته
- «كردستان العراق» 1918 -2008م من دار نشر هارمتان
- 2008م بحث في خصوص الشرق الأوسط- في دورية  ايكو - جيو
- قضية كردستان العراق 1991-2005", تم نشرها من قبل دار النشر (ايناري) 2007م.
- ورقة بحث «تقاربات متوسطية» باريس - فرنسا 2004م.
- 2002م رسالة ماجستير " إستراتيجية المؤسسات السياسية- في كردستان العراق.
- ورقة بحث جامعية «تحليل هجرة الاجانب إلى فرنسا».بحث جامعي1999م.

## سيرته المهنية
- منسق مكتب العلاقات العامة - اربيل عام1992م.
- ممثل الحزب الديمقراطي الكردستاني في أوروبا عام 1997م.
- ممثلاً لاقليم كردستان في فرنسا للفترة من 1998-2009م.[6]
- سفيراً في وزارة الخارجية في بغداد عام 2009
- سفير مفوض وفوق العادة لجمهورية العراق لدى إيطاليا -2010-2015م.[7]
- سفير مفوض وفوق العادة لجمهورية العراق-غير مقيم-  لدى مالطا -2011م.[8]
- سفير مفوض وفوق العادة لجمهورية العراق-غير مقيم-  سان مارينو -2012م.
- المفوض العام للعراق لمعرض ميلان 2015م.
- المندوب الدائم لجمهورية العراق لدى الفاو -منظمة الاغذية والزراعة ووكالات الامم المتحدة في روما 2014م.
- عضو هيئة مكتب المجلس التنفيذي لبرنامج الاغذية العالمي -كممثل للقائمة ب للدول الاعضاء 2011
- سفير مفوض وفوق العادة لجمهورية العراق في مملكة هولندا 2016م.[9]